# Korkeakangas (hed)
Korkeakangas är en hed i Finland. Den ligger i Kauhajoki i landskapet Södra Österbotten, i den sydvästra delen av landet, 270 km nordväst om huvudstaden Helsingfors. Korkeakangas ligger vid sjön Säkkijärvi.